# Alosa braschnikowi
Alosa braschnikowi é uma espécie de peixe da família Clupeidae no ordem dos Clupeiformes.

## Morfologia
• Os machos podem atingir 50 cm de comprimento total.
- Dentes bem desenvolvidas em ambas mandíbulas.[2][3]

## Alimentação
Come clupéidos pequenos, crustáceos e, de vez em quando, insectos e moluscos.

## Distribuição geográfica
Encontra-se no mar Cáspio.